# Вилла Вальмарана-аи-Нани
Вилла Вальмарана-аи-Нани (итал. Villa Valmarana ai Nani) — «Вилла Вальмарана с карликами», загородный дом, или вилла, построенная по проекту выдающегося итальянского архитектора Андреа Палладио на окраине города Виченца северо-итальянской области Венето, на склонах холма Сан-Бастиан. Вилла известна циклом фресок Джамбаттисты Тьеполо и его сына Джандоменико.

## Легенда о карликах
Прозвание «Аи нани», под которым известна вилла, чтобы отличать её от других вилл той же семьи, связано с семнадцатью каменными скульптурами, изображающими гномов, когда-то разбросанных по парку, а затем выстроенных в линию на ограждающей стене. Легенда гласит, что дочь хозяина дома была карлицей, поэтому смотрители и слуги виллы выбирались исключительно из числа карликов, дабы физический недостаток хозяйки был не так заметен. Когда на виллу прибыл принц, девушка впала в отчаяние и покончила жизнь самоубийством, бросившись с башни, отчего карлики виллы так и остались окаменевшими от боли.

## История строительства

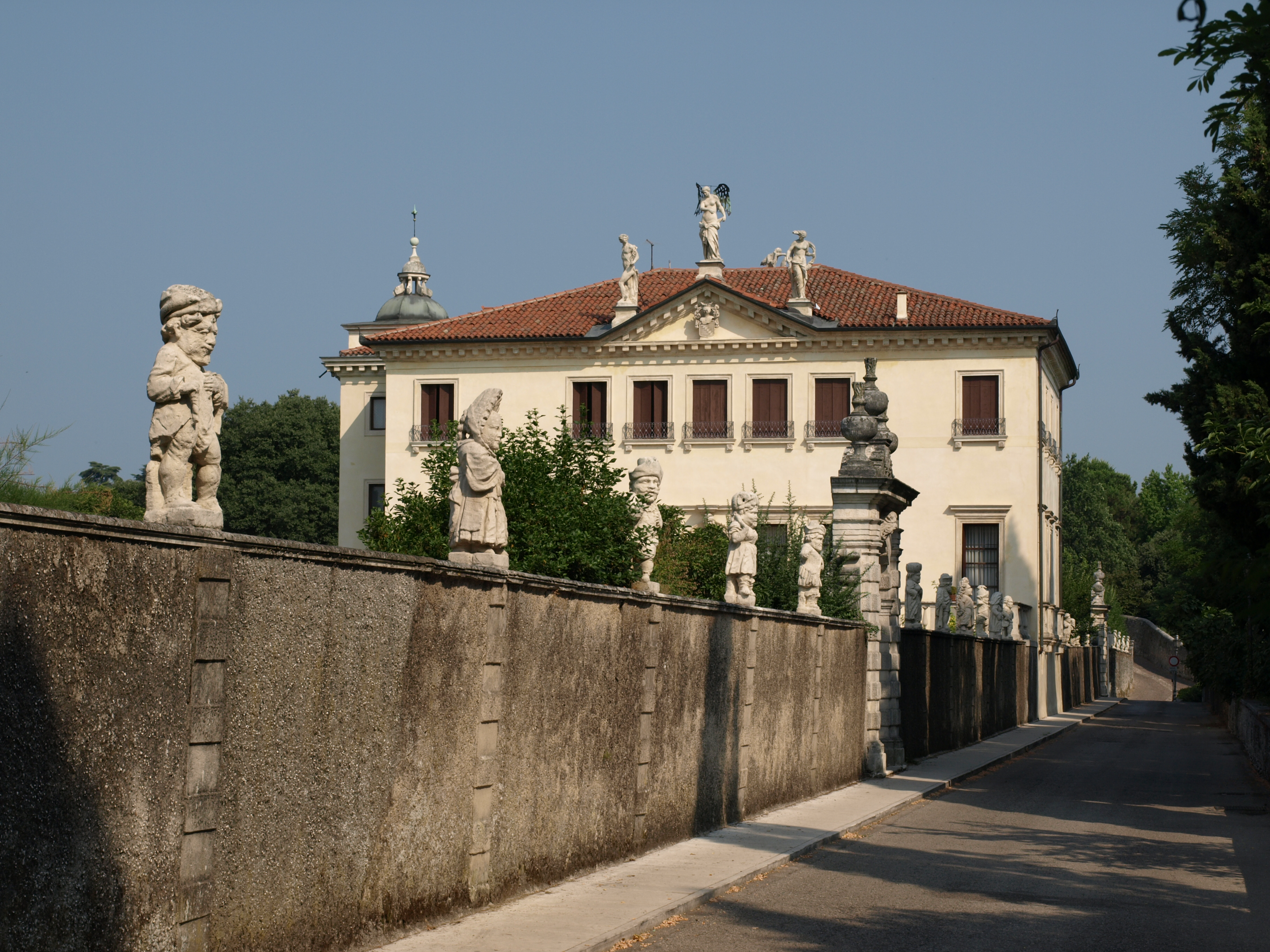
Подъездная дорога к вилле

Вилла, хотя и населена членами семьи Вальмарана, открыта для публики шесть дней в неделю, как и соседняя вилла Вилла Альмерико Капра, известная как «Вилла Ротонда», также постройки Палладио, принадлежавшая другой ветви семьи Вальмарана. Подъезд к вилле продолжается на восток по грунтовой дороге, ведущей к «Ротонде», находящейся в нескольких сотнях метров.
Главное здание виллы было завершено в 1670 году для адвоката и писателя Джованни Мария Бертоло (1631—1707). В 1720 году здание было продано братьям Вальмарана. Наследники семьи продолжают владеть виллой по настоящее время. В 1736 году Джустино Вальмарана поручил Франческо Муттони, который уже работал на семью Вальмарана в городском дворце Сан-Фаустино, перестроить виллу. Архитектор внёс некоторые изменения, такие как треугольные фронтоны с двух сторон главного здания, лестницы и боковые башни, а также заполнение арок гостевого дома и строительство конюшен.
В апреле 1944 года, в разгар Второй мировой войны, в здание попало несколько зажигательных бомб, которые разрушили большую часть потолка зала «Энеиды». Почти все фрески пришлось удалить: они были отделены от стен вместе со штукатуркой, на которой были написаны. В конце войны их вновь поместили на стены.

## Фрески Тьеполо
Главное здание и гостевой дом в 1757 году были расписаны фресками выдающегося живописца венецианской школы Джамбаттисты Тьеполо и его сына Джандоменико по заказу Джустино Вальмараны. Цикл росписей основан на классических сюжетах из «Илиады», «Энеиды» Вергилия, «Освобождённого Иерусалима» Торквато Тассо и «Неистового Орландо» Лудовико Ариосто.
«Квадратуру» (иллюзорные архитектонические обрамления сюжетных фигур) фресок виллы выполнял венецианский живописец Джироламо Менгоцци-Колонна. В атриуме виллы находится самая известная из фресок: сцена Жертвоприношения Ифигении.
Вилла упомянута И. В. Гёте в его «Итальянском путешествии»: «Сегодня я посетил виллу Вальмарана, украшенную Тьеполо, который дал волю всем своим достоинствам и недостаткам. Возвышенный стиль не нравился ему так, как естественный, и из последнего здесь есть драгоценные вещи, но как целое это сделано счастливо и гениально» (24 сентября 1786 г.).

## Фрагменты росписей виллы

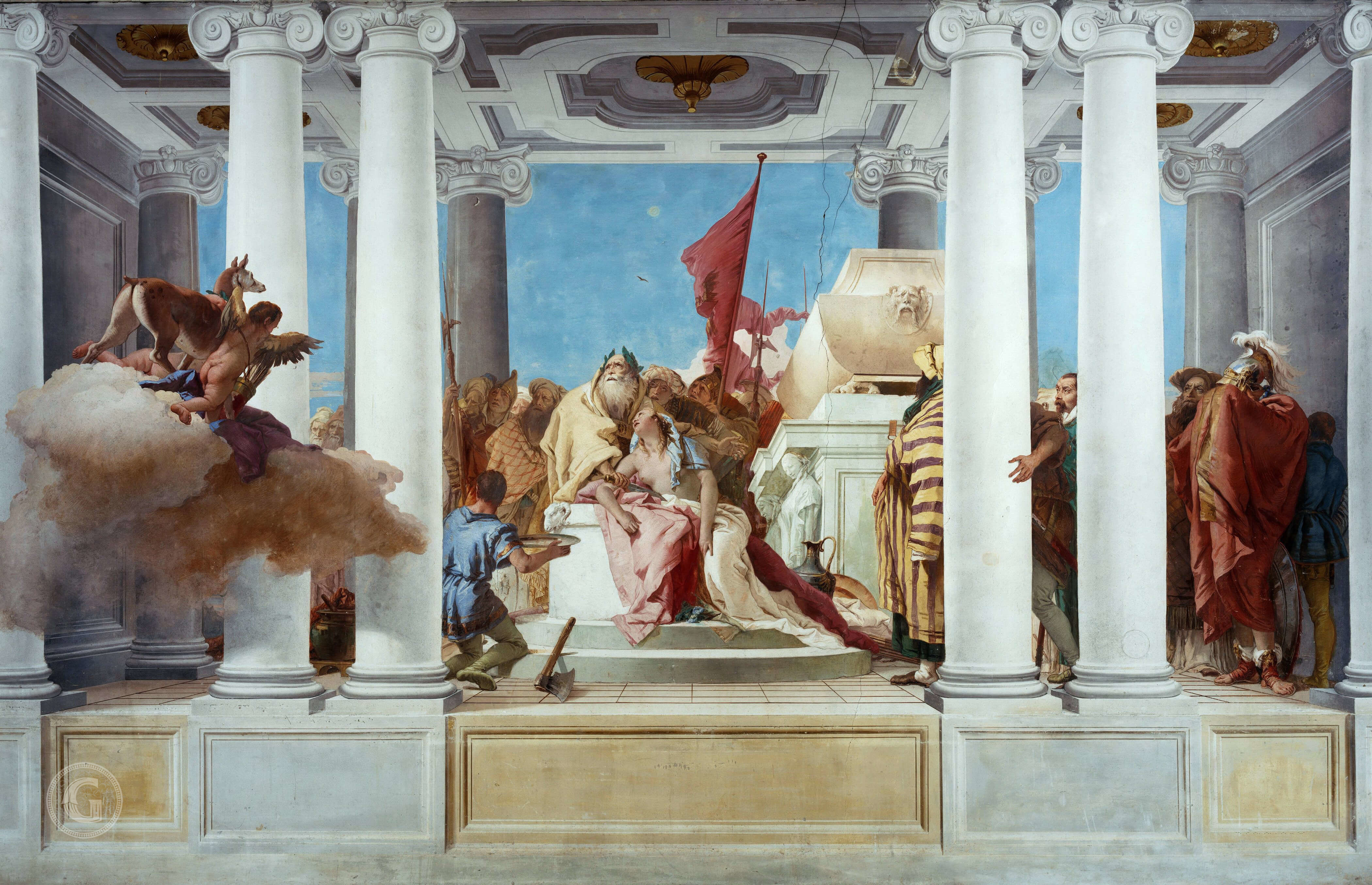
Жертвоприношение Ифигении
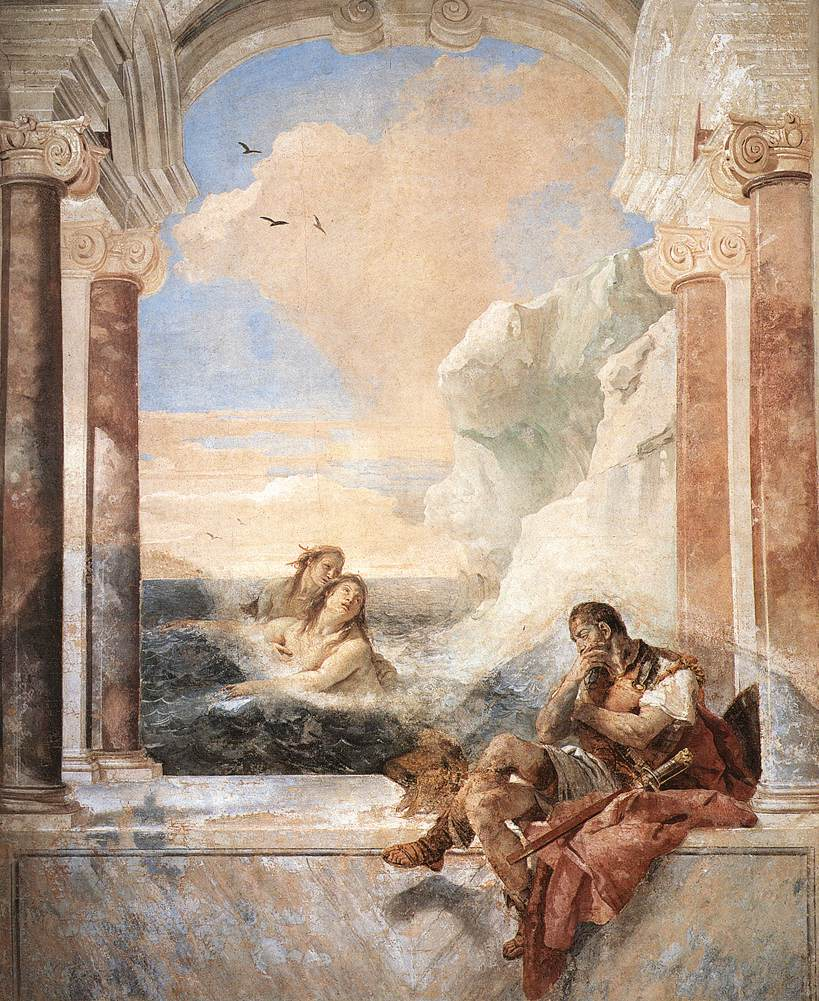
Фетида утешает Ахиллеса
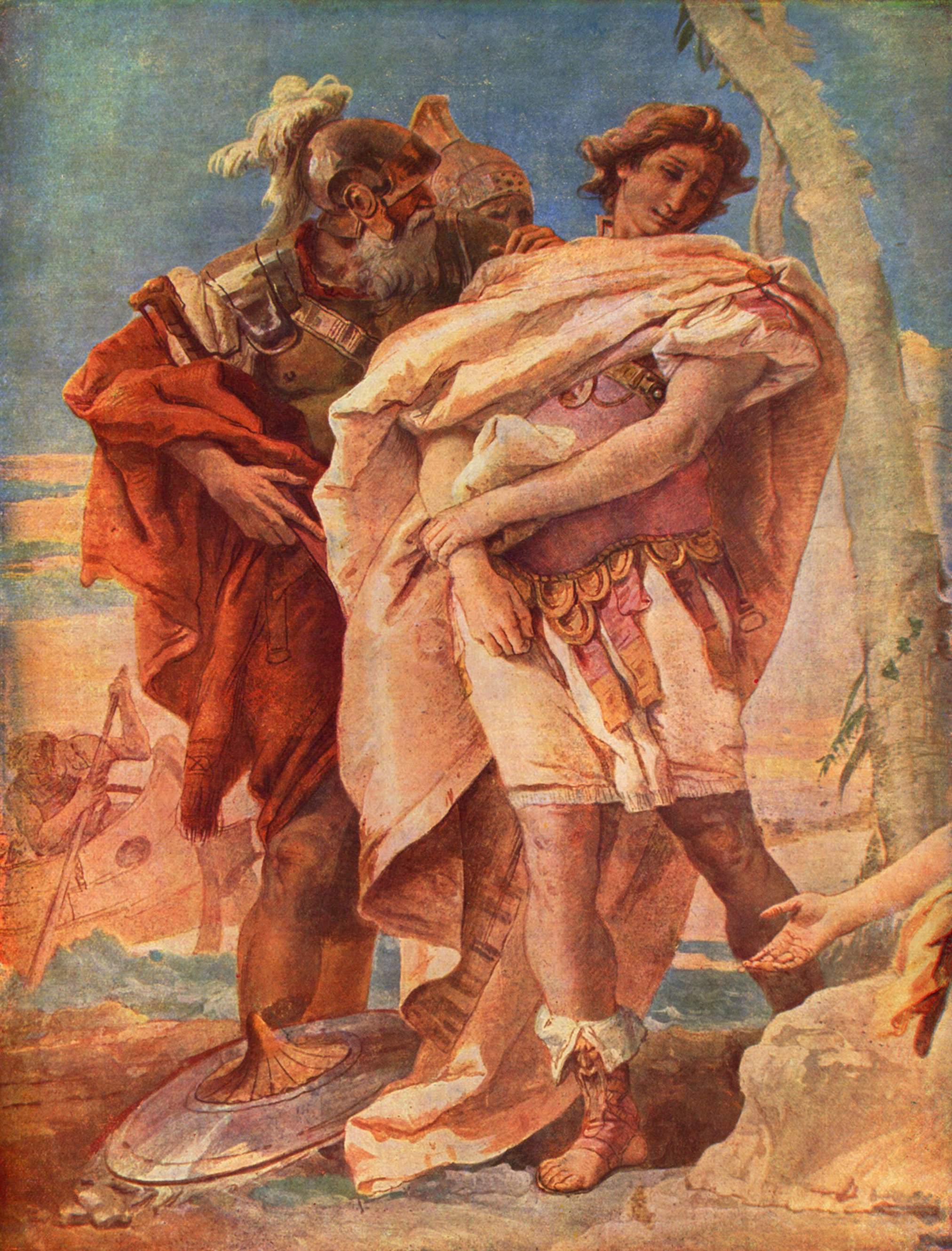
Ринальдо и старые воины. Деталь
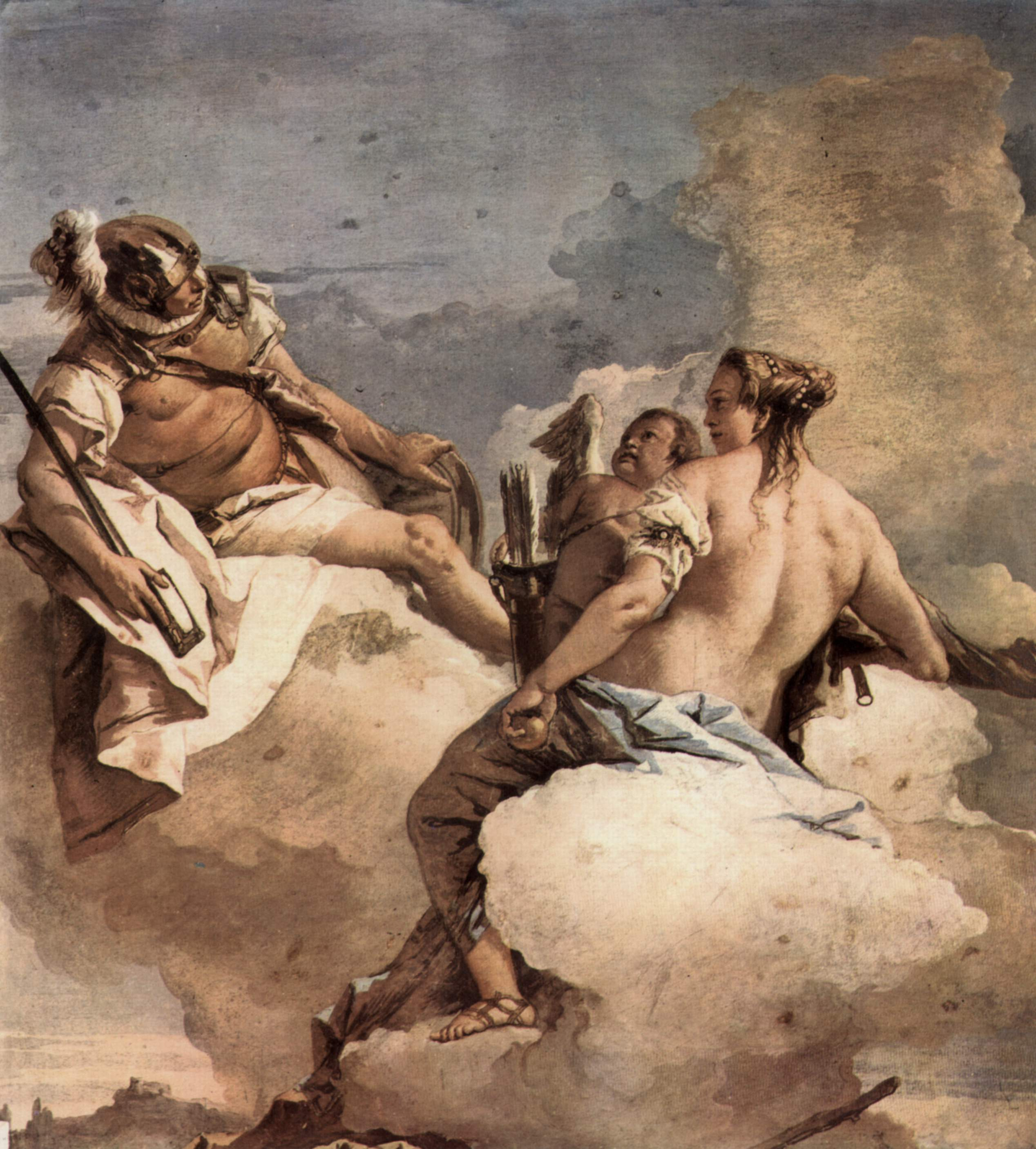
Марс, Венера и Амур
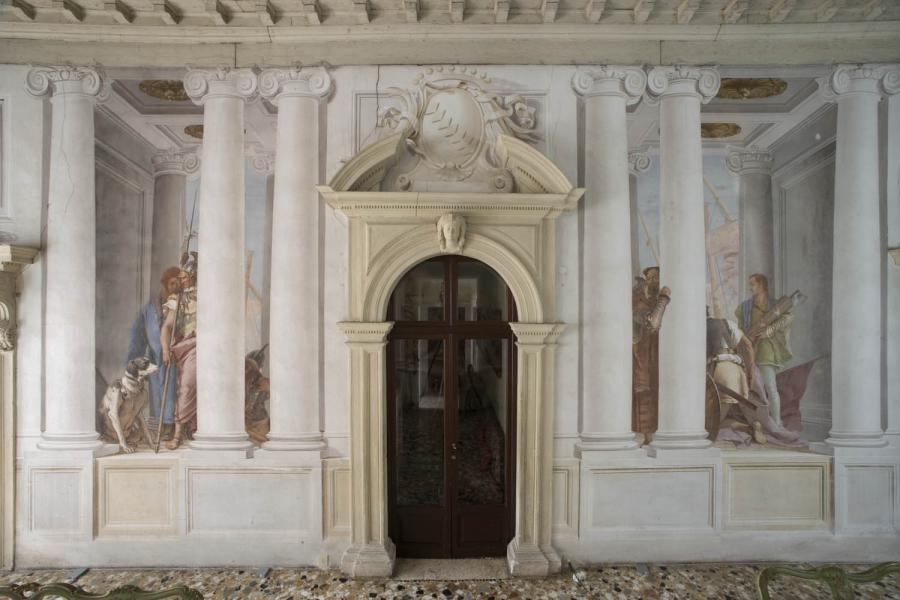
Воины за колоннами
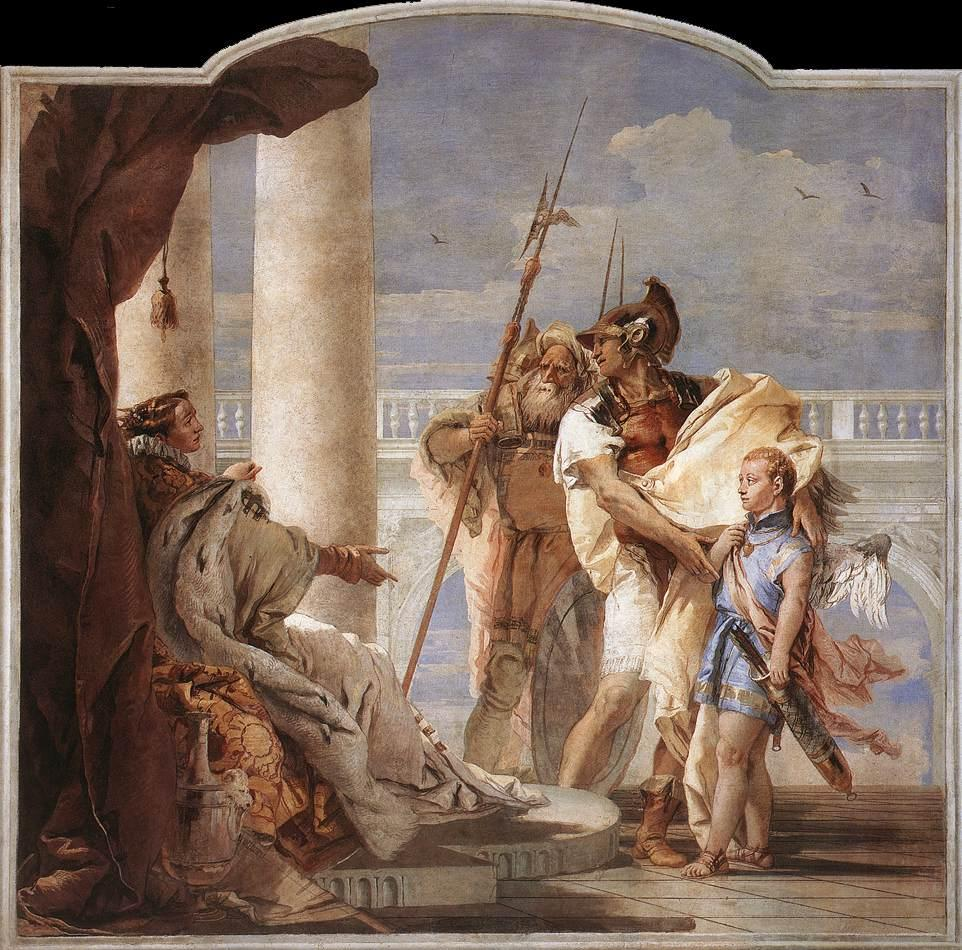
Эней представляет Дидоне Купидона в костюме Асканио
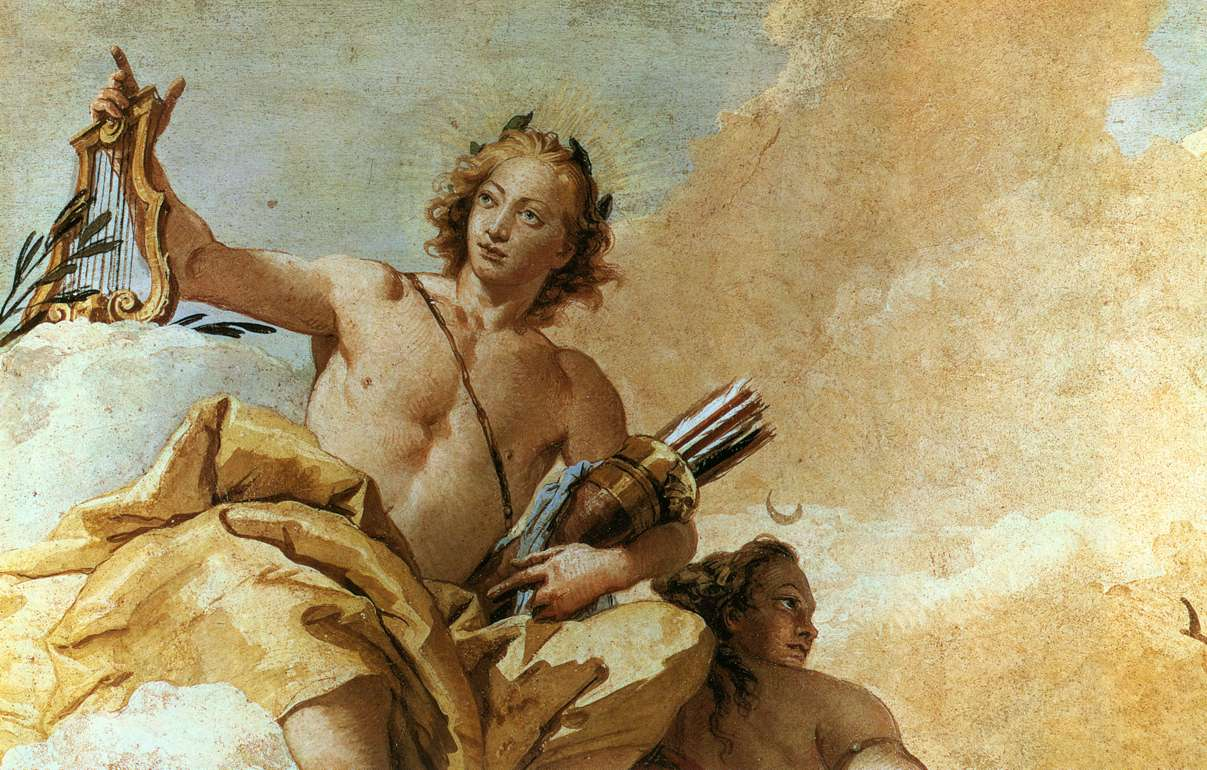
Аполлон и Диана. Деталь